# Дзаудзі
Дзаудзі́ (фр. Dzaoudzi) — муніципалітет у Франції, в заморському департаменті Майотта. Населення — 15 339 осіб (2007).

## Географія
Муніципалітет розташований на відстані близько 8300 км на південний схід від Парижа, 5 км на схід від Мамудзу.

### Клімат
Громада знаходиться у зоні, котра характеризується кліматом тропічних саван. Найтепліший місяць — грудень із середньою температурою 27.8 °C (82 °F). Найхолодніший місяць — липень, із середньою температурою 23.9 °С (75 °F).
| Клімат Дзаудзі          | Клімат Дзаудзі | Клімат Дзаудзі | Клімат Дзаудзі | Клімат Дзаудзі | Клімат Дзаудзі | Клімат Дзаудзі | Клімат Дзаудзі | Клімат Дзаудзі | Клімат Дзаудзі | Клімат Дзаудзі | Клімат Дзаудзі | Клімат Дзаудзі | Клімат Дзаудзі |
| Показник                | Січ.           | Лют.           | Бер.           | Квіт.          | Трав.          | Черв.          | Лип.           | Серп.          | Вер.           | Жовт.          | Лист.          | Груд.          | Рік            |
| Абсолютний максимум, °C | 35             | 34             | 33             | 33             | 33             | 31             | 30             | 32             | 32             | 33             | 35             | 37             | 37             |
| Середній максимум, °C   | 30             | 30             | 30             | 30             | 28             | 27             | 26             | 26             | 28             | 29             | 31             | 31             | 29             |
| Середня температура, °C | 27             | 27             | 27             | 27             | 25             | 24             | 23             | 23             | 24             | 25             | 27             | 27             | 26             |
| Середній мінімум, °C    | 24             | 24             | 24             | 24             | 23             | 22             | 21             | 21             | 21             | 22             | 23             | 24             | 23             |
| Абсолютний мінімум, °C  | 20             | 21             | 20             | 20             | 17             | 16             | 16             | 16             | 17             | 13             | 18             | 21             | 13             |
| Норма опадів, мм        | 240            | 210            | 180            | 80             | 30             | 0              | 0              | 0              | 10             | 40             | 50             | 140            | 1050           |
| Днів з дощем            | 10             | 10             | 9              | 6              | 3              | 0              | 0              | 0              | 1              | 3              | 4              | 10             | 56             |
| Вологість повітря, %    | 82             | 83             | 84             | 82             | 79             | 79             | 77             | 79             | 80             | 78             | 79             | 78             | 80             |
| ----------------------- | -------------- | -------------- | -------------- | -------------- | -------------- | -------------- | -------------- | -------------- | -------------- | -------------- | -------------- | -------------- | -------------- |
| Джерело: Weatherbase    |                |                |                |                |                |                |                |                |                |                |                |                |                |